# Kirpen-szigeti ütközet
A Kirpen-szigeti ütközet egy kisebb tengeri összecsapás volt a Fekete-tengeren az első világháborúban. Előzménye volt hogy 1915. november 29-én a német UC 13 jelű tengeralattjáró öt orosz kereskedelmi hajót észlelt és kezdett el követni, majd a Szangariosz-folyó torkolatánál a rossz időben zátonyra futott. Wilhelm Souchon tengernagy, a török flotta német parancsnoka útnak indította a Taşköprü és a Yozgat ágyúnaszádokat a bajba került tengeralattjáró kimentésére. Három orosz Gyerzkij-osztályú romboló, a Gyerzkij, a Gnyevnij és a Beszpokojnij azonban 1915. december 10-én összetalálkozott a két ágyúnaszáddal és a kialakuló küzdelemben hamar elsüllyesztették őket a Kirpen-sziget (Kefken-sziget) közelében.

## Hadrend
Török hajók
- Taşköprü, ágyúnaszád
- Yozgat, ágyúnaszád

Orosz hajók
- Gyerzkij, romboló
- Gnyevnij, romboló
- Beszpokojnij, romboló

## Fordítás
- Ez a szócikk részben vagy egészben  a   Battle of Kirpen Island című angol Wikipédia-szócikk ezen változatának fordításán alapul.  Az eredeti cikk szerkesztőit annak laptörténete sorolja fel. Ez a jelzés csupán a megfogalmazás eredetét és a szerzői jogokat jelzi, nem szolgál a cikkben szereplő információk forrásmegjelöléseként.